# کوک (دهانه)
کوک یک دهانه برخوردی در ماه‌ است.

## دهانه‌های اقماری
این دهانه ۷ دهانه اقماری دارد.
| Cook | عرض جغرافیایی | طول جغرافیایی | قطر         |
| ---- | ------------- | ------------- | ----------- |
| A    | ۱۷.۸° S       | ۴۹.۲° E       | ۶.۰ کیلومتر |
| C    | ۱۸.۲° S       | ۵۱.۳° E       | ۵.۰ کیلومتر |
| B    | ۱۷.۳° S       | ۵۱.۷° E       | ۹.۰ کیلومتر |
| E    | ۱۸.۴° S       | ۵۵.۱° E       | ۵.۰ کیلومتر |
| D    | ۲۰.۱° S       | ۵۳.۴° E       | ۴.۰ کیلومتر |
| G    | ۱۸.۹° S       | ۴۸.۷° E       | ۹.۰ کیلومتر |
| F    | ۱۷.۶° S       | ۵۵.۴° E       | ۷.۰ کیلومتر |